# جکسون (میشیگان)
جکسون، میشیگان (به انگلیسی: Jackson, Michigan) یک شهر در ایالات متحده آمریکا با جمعیت ۳۳٬۵۳۴ نفر است که در میشیگان واقع شده‌است.

## موقعیت جغرافیایی
موقعیت جغرافیایی شهرها و مناطق اطراف به شرح زیر است: